# Cut the Cake (album)
Cut the Cake is het derde studioalbum van de Schotse funk-/soulformatie Average White Band. Het werd in juni 1975 uitgebracht op Atlantic Records en geproduceerd door Arif Mardin.

## Achtergrond
Cut the Cake is de opvolger van het album AWB dat de doorbraak betekende van de Schotten die zich ondertussen in de Verenigde Staten hadden gevestigd. De opnamen verliepen echter niet zonder slag of stoot en waren bijna stilgelegd; een van de redenen was dat men nog rouwde om het verlies van drummer Robbie Mcintosh die in september 1974 aan een overdosis heroïne stierf. Met opvolger Steve Ferrone, geboren in Brighton en eveneens naar de VS verhuisd, ontstond de klassieke bezetting die de komende jaren het succes van AWB voortzette.
Cut the Cake haalde de eerste plaats in de r&b-charts, en de vierde in de Billboard Album Top 200. Van de drie singles - Cut the Cake, If I Ever Lose This Heaven en School Boy Crush, scoorde eerstgenoemd titelnummer het hoogst; #10 in de Billboard-lijst, #7in de r&b-chart, en #31 in de Britse top 40.

## Tracklijst
Kant A
1. "Cut the Cake" (Average White Band, Gorrie, McIntosh) – 4:07
2. "School Boy Crush" (Average White Band, Stuart, Ferrone, Gorrie) – 4:58
3. "It's A Mystery" (Stuart, Average White Band, McIntosh) – 3:34
4. "Groovin' the Night Away" (Average White Band, Stuart) – 3:42
5. "If I Ever Lose This Heaven" (Leon Ware, Pam Sawyer) – 5:00

Kant B
1. "Why" (Ball, Stuart, Gorrie) – 3:57
2. "High Flyin' Woman" (Average White Band, McIntyre, Gorrie) – 3:47
3. "Cloudy" (Stuart, Gorrie) – 4:18
4. "How Sweet Can You Get" (Ball, Stuart, Gorrie) – 3:57
5. "When They Bring Down the Curtain" (Gorrie, Ball) – 4:42

## Bezetting
Average White Band
- Alan Gorrie – zang, bas, gitaar (op "Cut the Cake" en "School Boy Crush")
- Hamish Stuart – zang, gitaar, bas (op "Cut the Cake" en "School Boy Crush")
- Roger Ball – keyboards, synthesizer, alt- en baritonsaxofoons, arrangeur (Dundee horns)
- Malcolm Duncan – tenorsaxofoon
- Onnie McIntyre – gitaar
- Steve Ferrone – drums, percussie

gastmuzikant:
- Ray Barretto – conga (op "It's a Mystery" en "When They Bring Down the Curtain")